# Caridina ensifera
Caridina ensifera is een garnalensoort uit de familie van de Atyidae. De wetenschappelijke naam van de soort is voor het eerst geldig gepubliceerd in 1902 door Schenkel.